# Antonino Rubino
Antonino Rubino (Marsala, 17 luglio 1961 – Caloveto, 31 ottobre 1992) è stato un militare italiano, Brigadiere dell'Arma dei Carabinieri, insignito di Medaglia d'oro al valor civile (alla memoria).
Il brigadiere Antonino Rubino in servizio presso la stazione carabinieri di Mirto Crosia (in provincia di Cosenza)  intervenne il 31 ottobre 1992 a Caloveto perché era stato segnalato un uomo che, armato di ascia, stava terrorizzando i passanti. Individuata la persona, il brigadiere cercò di disarmare l'individuo ingaggiando con lui una colluttazione ma, colpito dall'ascia, decedette.

## Onorificenze
Medaglia d’Oro al Valor Civile “alla memoria” con la seguente motivazione: 
“Incurante della propria incolumità, non esitava ad affrontare un folle armato di ascia, ingaggiando una violenta colluttazione da cui desisteva soltanto quando, colpito a morte, si accasciava esanime al suolo. Nobile esempio di elette virtù civiche ed altissimo senso del dovere, spinti sino all’estremo sacrificio.”

## Riconoscimenti
Alla sua memoria nel 2016 è stata intitolata la stazione carabinieri di San Filippo di Marsala.
Lo stesso 2016, anche la stazione carabinieri di Mirto Crosia (Cosenza) è stata intitolata alla sua memoria.
In occasione del venticinquesimo della morte del brigadiere, il 31 ottobre 2017, presso la chiesa di San Francesco d’Assisi di Crosia si è tenuta una commemorazione religiosa alla quale hanno partecipato le autorità locali in memoria del sottufficiale scomparso. Nell'occasione il comandante provinciale dei Carabinieri di Cosenza ha sottolineato che “è dovere morale della collettività rendere onore ad un valoroso Carabiniere che non ha esitato a sacrificare la vita nell’adempimento fedele e coraggioso della propria missione, dei propri doveri. Un modello di vita esemplare che deve costituire guida per tutti gli appartenenti all’Arma dei Carabinieri ed anche per le giovani generazioni chiamate ad essere il futuro di questo Paese. Una fedeltà in senso lato alla propria missione che si sostanzia nelle parole senso del dovere e della responsabilità e spirito di sacrificio”.
Il 31 ottobre 2019, un laboratorio informatico dell’Istituto Tecnico Economico – Liceo Scientifico di Crosia è stato intitolato alla memoria del brigadiere.

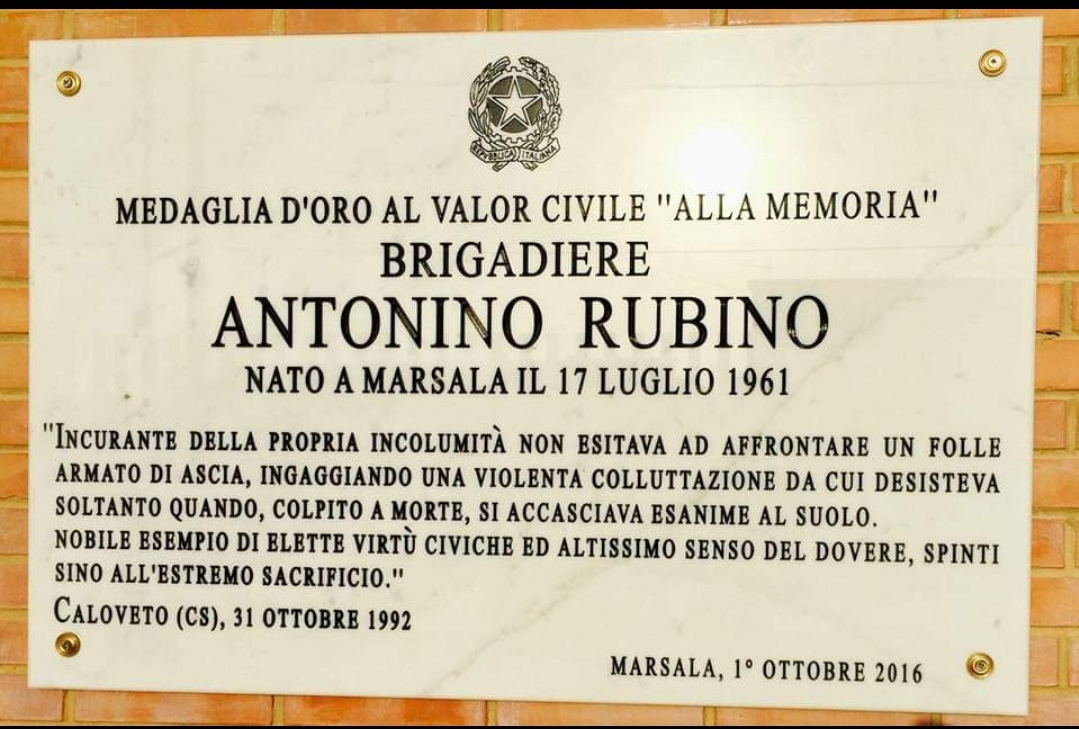
Targa Commemorativa presso la Stazione carabinieri San Filippo e Giacomo di contrada Bosco a Marsala, a lui intitolata.